# مسجد سحلبجي أوغلي
مسجد سحلبجي أوغلي (بالتركية: Salepçioğlu Camii)‏ أو مسجد الحاج أحمد سعيد سحلبجي أوغلي (بالتركية: Hacı Ahmet Sait Salepçioğlu Camii)‏ هو أحد مساجد مدينة إزمير التُركيَّة، يقع قُرب ميدان كوناك في وسط البلد. بوشر بناء هذا المسجد سنة 1897م واكتمل سنة 1905م. سُمي نسبةً إلى الحاج أحمد سعيد سحلبجي أوغلي الذي أوصى ببناء مسجدٍ من حُر ماله تحت إشراف قاضي إزمير مُحمَّد أمين أفندي. بعض المصادر تنص على أنَّ المئذنة وحدها اكتمل بنائها سنة 1905م، أمَّا المسجد نفسه فيُرجَّح أنَّهُ لم يكتمل حتَّى سنة 1907م. قُسِّم المبنى إلى طابقين: العُلُوي مُخصص لِلصلاة، والسُفلي خُصِّص ليكون مدرسةً لِتربية وتعليم الأولاد.

## العمارة
الجدران الخارجيَّة لِلمسجد مُبطَّنة بِالحجر والرُّخام الأخضر، وتعلوه قبَّة كبيرة أمامها ثلاثةُ قبابٍ صغيرة تُواجه المدخل. داخلُ القبَّة الكُبرى مزيَّنٌ بِنُقُوشٍ حمراء وخضراء وبُنيَّة، ويُحيطُ بِقاعة الصلاة صفَّان من النوافذ العُلُويَّة والسُفليَّة، أمَّا المحراب فرُخاميّ تعلوه مشكاة.
تقع المئذنة في الجانب الشمالي الشرقي من المسجد، وهي مُستديرة ووحيدة الشُرفة، وغير مُتصلة بالمبنى، وقد بُنيت على قاعدةٍ حجريَّة. رُممت مرَّتين: الأولى في سنة 1927م والأُخرى في سنة 1974م.

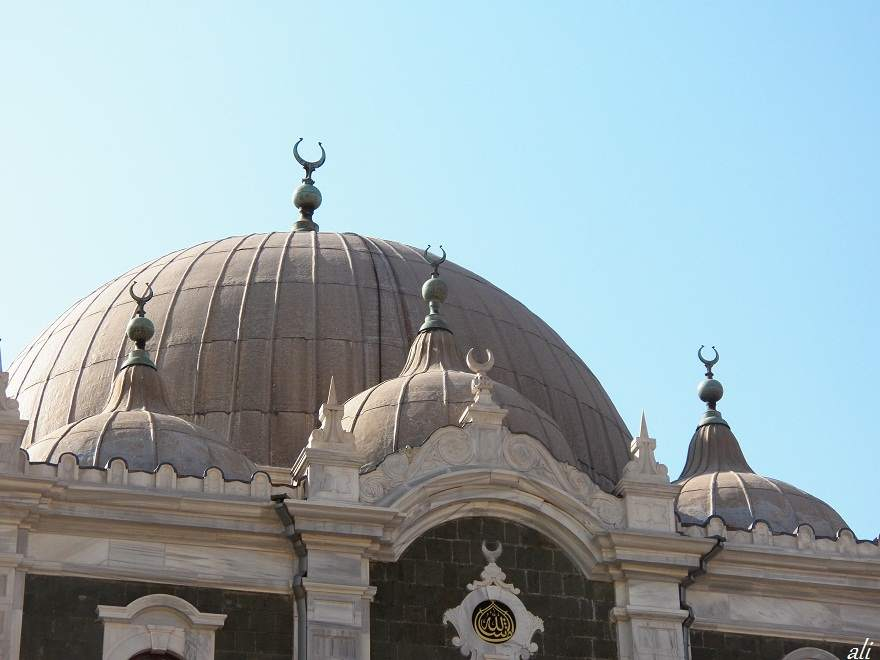
قباب المسجد
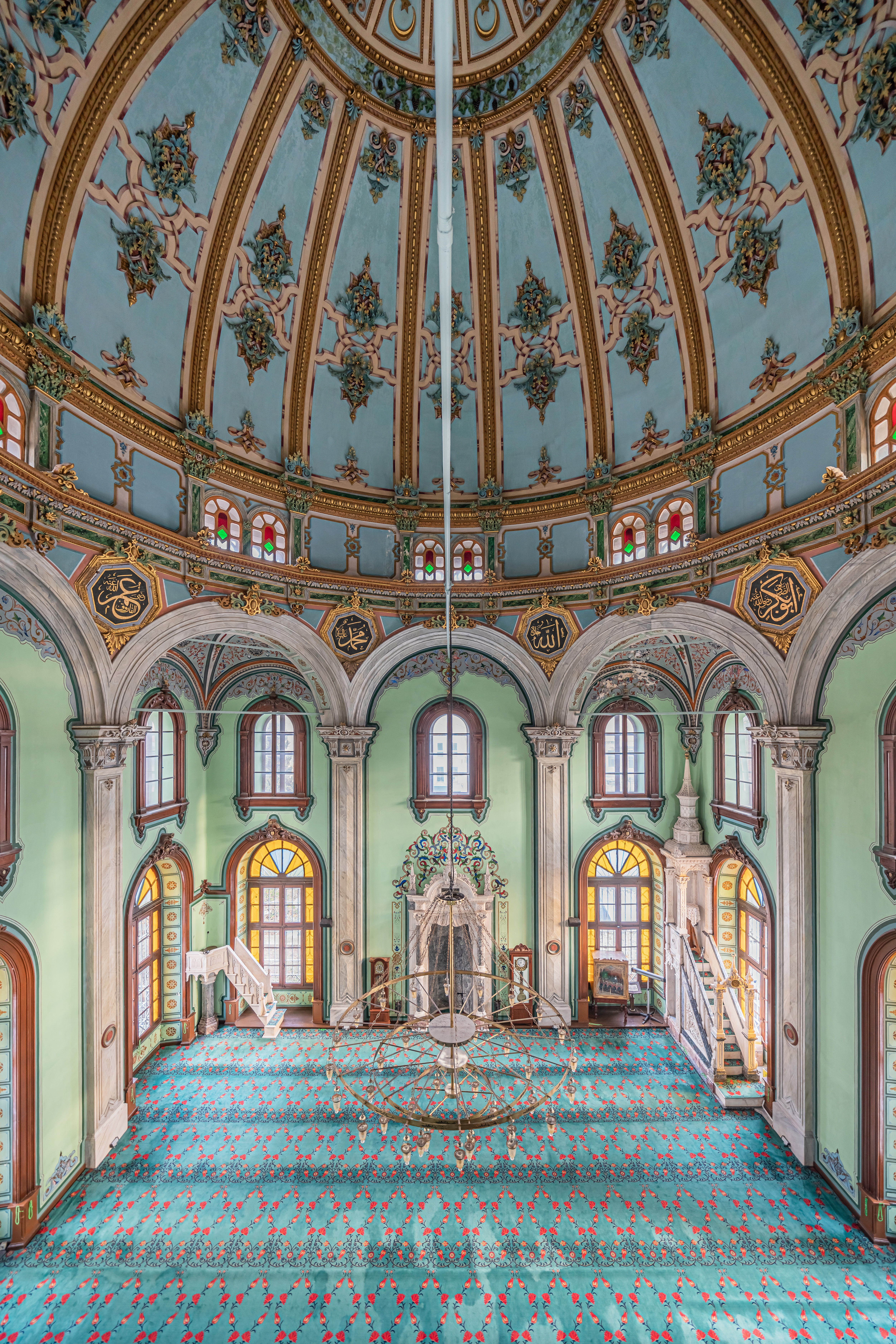
منظرٌ من الداخل
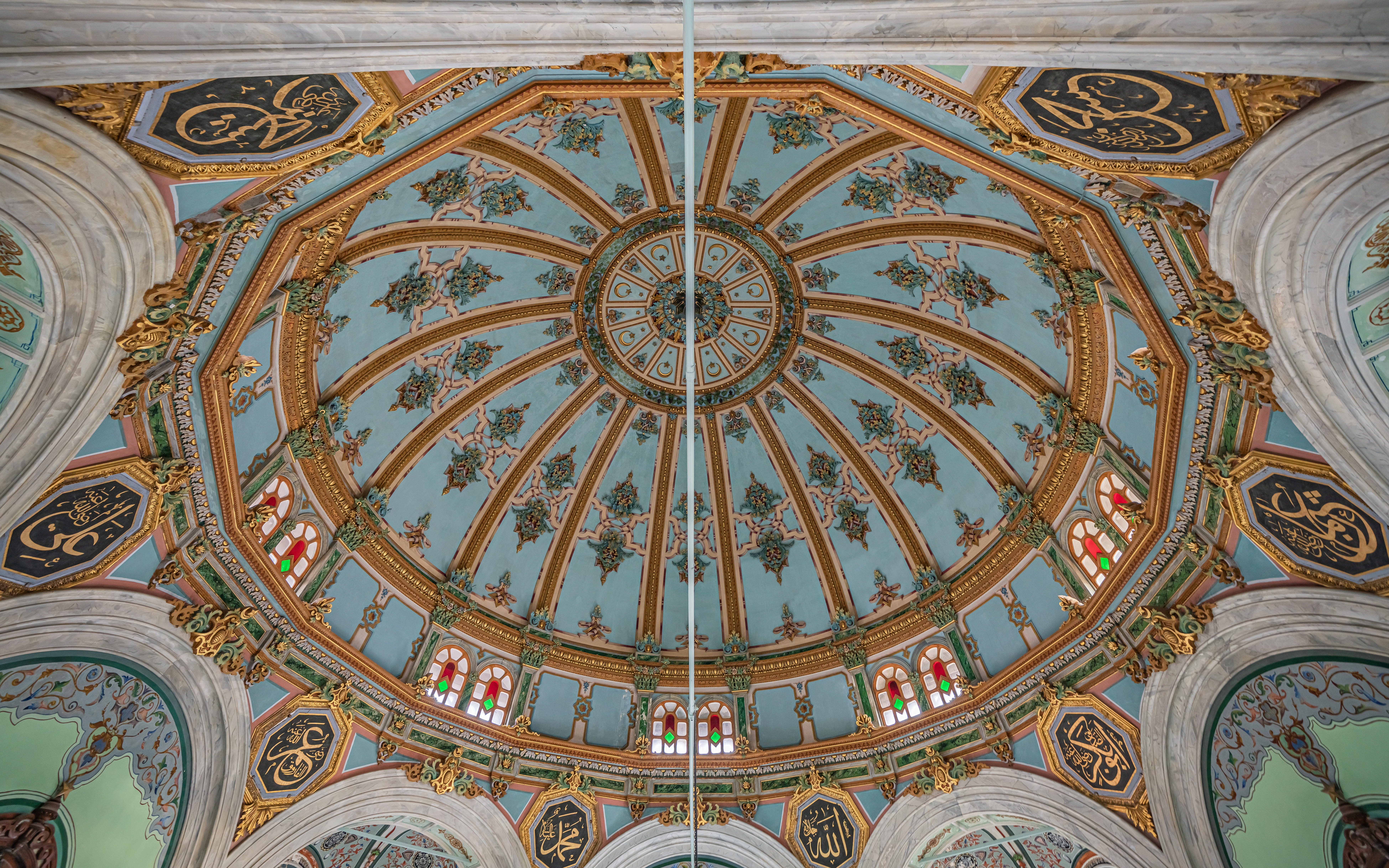
داخل القبَّة الكُبرى